# Azg
Azg (orm. Ազգ „naród”) – armeński dziennik wydawany w Erywaniu. Został założony w 1990 roku. Jest jednym z głównych środków masowego przekazu w Armenii.
Nakład pisma wynosi 3 tys. egzemplarzy.